# Josh Giddey
Joshua James "Josh" Giddey (Melbourne, Victoria; 10 de octubre de 2002) es un jugador de baloncesto australiano que pertenece a la plantilla de los Chicago Bulls de la NBA. Con 2,03 metros de estatura, juega en la posición de base.

## Trayectoria deportiva

### Primeros años
Giddey muy pronto llamó la atención de ojeadores, y fue incluido en la NBA Global Academy, un centro de entrenamiento del Instituto Australiano del Deporte en Camberra. En enero de 2020 el equipo de la academia disputó el prestigioso Torneo Junior Ciutat de L'Hospitalet, en Hospitalet de Llobregat, Barcelona, donde fue elegido mejor jugador del mismo.

### NBL
El 12 de marzo de 2020 firmó contrato con los Adelaide 36ers de la NBL Australia, como parte del programa Next Stars de la liga para desarrollar prospectos para el draft de la NBA, siendo el primer jugador australiano en acceder al mismo. El 26 de abril de 2021, registró 12 puntos, 10 rebotes y 10 asistencias en una derrota por 93-77 ante los New Zealand Breakers, convirtiéndose en el más joven jugador australiano en lograr un triple-doble en la NBL. En el siguiente partido de los 36ers contra Brisbane Bullets el 1 de mayo, se convirtió en el primer australiano en registrar un triple-doble en dos partidos consecutivos, terminando con 15 puntos, 13 asistencias y 11 rebotes en una victoria por 101-79. Acabó la temporada promediando 10,9 puntos, 7,3 rebotes y liderando la liga con 7,6 asistencias por partido en 28 partidos disputados. Fue elegido Rookie del Año de la NBL.

#### Estadísticas
| Año     | Equipo   | PJ | PT | MPP  | %TC  | %3P  | %TL  | RPP | APP | ROB | TPP | PPP  |
| ------- | -------- | -- | -- | ---- | ---- | ---- | ---- | --- | --- | --- | --- | ---- |
| 2020–21 | Adelaide | 28 | 26 | 32.1 | .425 | .293 | .691 | 7.3 | 7.6 | 1.1 | .4  | 10.9 |

### NBA

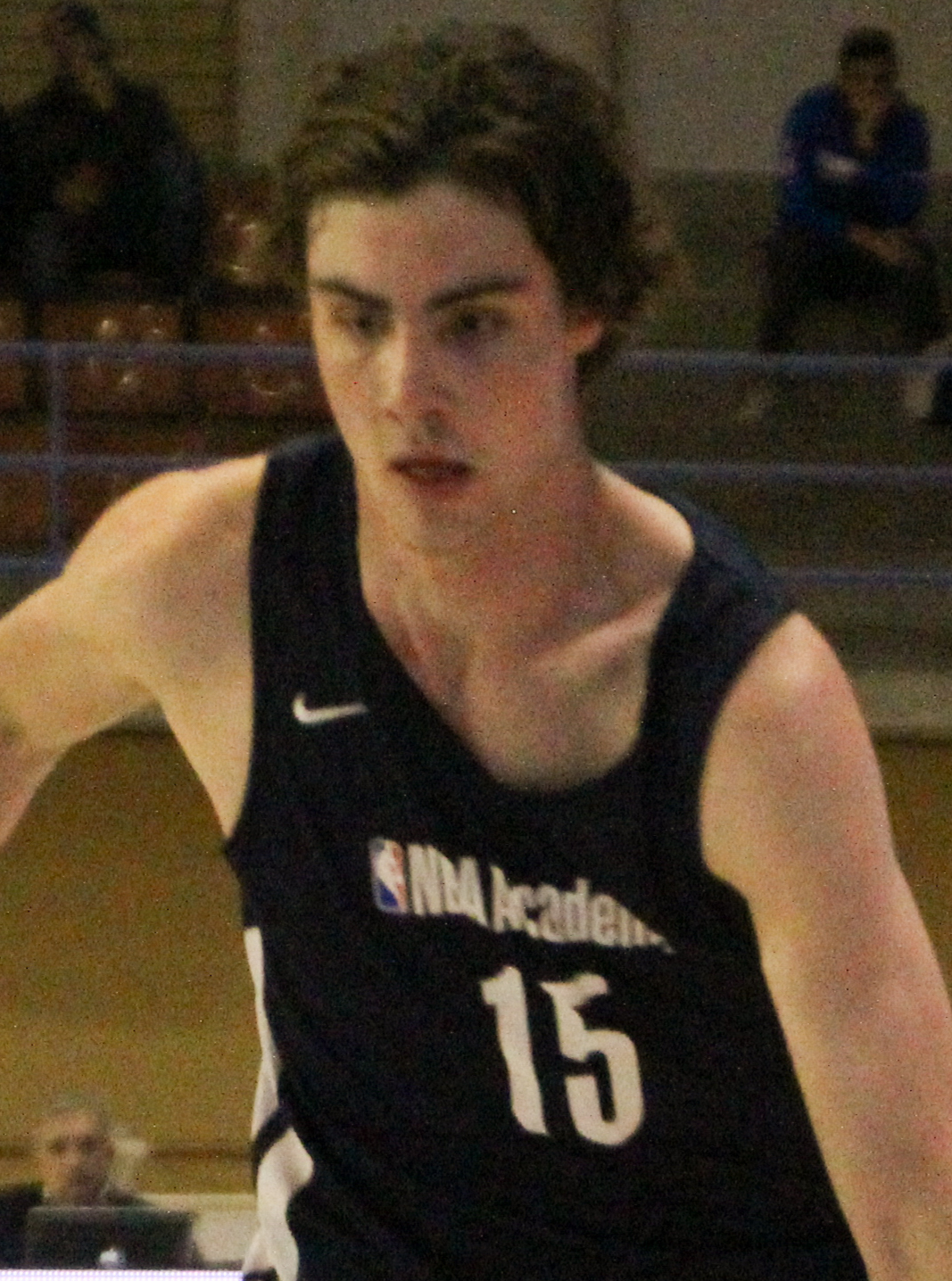
Josh Giddey con la NBA Global Academy en 2020.

Fue elegido en la sexta posición del Draft de la NBA de 2021 por los Oklahoma City Thunder. El 2 de enero de 2022 se convierte en el jugador más joven en lograr un triple-doble en la NBA con 19 años y 84 días. El 14 de febrero ante New York Knicks, registra un triple-doble de 28 puntos, 11 rebotes y 12 asistencias. El tercero de su carrera, el segundo consecutivo, y albergando el récord de ser los 3 triples dobles conseguidos a una edad más temprana. El 26 de marzo, fue descartado para el resto de la temporada debido a una molestia en la cadera. Al término de la temporada fue incluido en el segundo mejor quinteto de rookies.
Al comienzo de su segunda temporada en Oklahoma, el 13 de noviembre de 2022 ante New York Knicks, registra un triple-doble de 24 puntos, 12 asistencias y 10 rebotes.
Tras tres años en Oklahoma, el 20 de junio de 2024 es traspasado a Chicago Bulls a cambio de Alex Caruso. El 2 de diciembre de 2024 logró un triple-doble con 20 puntos, 13 rebotes y 11 asistencias en una victoria por 128-102 sobre los Brooklyn Nets. El 28 de diciembre logró un nuevo triple-doble con 23 puntos, 15 rebotes y 10 asistencias en una victoria por 116-111 sobre los Milwaukee Bucks. Se convirtió en el primer jugador en la historia de la franquicia de los Bulls desde Jimmy Butler en registrar múltiples partidos con triples-dobles en una temporada. El 22 de marzo de 2025, en una victoria ante Los Angeles Lakers, roza el cuádruple-doble, al registrar un triple-doble de 15 puntos, 17 asistencias (iguala récord personal) y 10 rebotes, además de 8 robos (récord personal). Cinco días después, el 27 de marzo y también ante los Lakers, registró otro triple-doble (25 puntos, 14 rebotes y 11 asistencias) y anotó la canasta ganadora sobre la bocina desde medio campo.

## Selección nacional
Fue integrante de las selecciones júnior de Australia. En 2019 formó parte del equipo que disputó el Campeonato Oceanía Sub-17 en Nueva Caledonia, promediando 16,4 puntos, 7,4 rebotes y 5 asistencias por encuentro, y ganando la medalla de oro.
El 23 de febrero de 2020, hizo su debut con la selección absoluta de Australia, durante los encuentros clasificatorios para el campeonato FIBA Asia Cup de 2021. Con este debut, se convirtió en el jugador más joven en jugar para la selección, superando a Ben Simmons en 2013.
Pese a ser preseleccionado, finalmente no disputó los JJ. OO. de Tokio 2021.
Durante agosto y septiembre de 2023 fue integrante de la selección de Australia que participó en el Mundial de 2023 celebrado en Asia, y que finalizó en décimo lugar. Además fue elegido como el mejor jugador joven del torneo, ganando el primer Wanda Rising Star Award.
Entre julio y agosto de 2024 fue parte de la selección absoluta de Australia, que disputó los Juegos Olímpicos de París, finalizando en sexta posición.

## Estadísticas de su carrera en la NBA

### Temporada regular
| Año     | Equipo        | PJ  | PT  | MPP  | %TC  | %3P  | %TL  | RPP | APP | ROB | TPP | PPP  |
| ------- | ------------- | --- | --- | ---- | ---- | ---- | ---- | --- | --- | --- | --- | ---- |
| 2021-22 | Oklahoma City | 54  | 54  | 31.5 | .419 | .263 | .709 | 7.8 | 6.4 | .9  | .4  | 12.5 |
| 2022-23 | Oklahoma City | 76  | 76  | 31.1 | .482 | .325 | .731 | 7.9 | 6.2 | .8  | .4  | 16.6 |
| 2023-24 | Oklahoma City | 80  | 80  | 25.1 | .475 | .337 | .806 | 6.4 | 4.8 | .6  | .6  | 12.3 |
| 2024-25 | Chicago       | 70  | 69  | 30.2 | .465 | .378 | .781 | 8.1 | 7.2 | 1.2 | .6  | 14.6 |
| Total   | Total         | 280 | 279 | 29.3 | .464 | .330 | .764 | 7.5 | 6.1 | .9  | .5  | 14.1 |

### Playoffs
| Año   | Equipo        | PJ | PT | MPP  | %TC  | %3P  | %TL  | RPP | APP | ROB | TPP | PPP |
| ----- | ------------- | -- | -- | ---- | ---- | ---- | ---- | --- | --- | --- | --- | --- |
| 2024  | Oklahoma City | 10 | 8  | 18.1 | .453 | .353 | .875 | 3.6 | 2.1 | .2  | .4  | 8.7 |
| Total | Total         | 10 | 8  | 18.1 | .453 | .353 | .875 | 3.6 | 2.1 | .2  | .4  | 8.7 |

## Vida personal
Su padre, Warrick, jugó al baloncesto profesionalmente en los Melbourne Tigers de Australia. Su madre, Kim, jugó con los Tigers en la liga femenina australiana.
Su hermana, Hannah, juega al baloncesto universitario con los Oral Roberts Golden Eagles.
En noviembre de 2023, fue acusado de mantener una relación inapropiada con una menor de edad después de que aparecieran fotos y videos de ambos en una publicación anónima en redes sociales. El 24 de noviembre la NBA anunció que había abierto una investigación sobre el asunto. Tanto el jugador como el entrenador de los Thunder, Mark Daigneault, se negaron a comentar sobre la situación. Cuando el departamento policial de Newport Beach, California, se involucró en la investigación, el comisionado Adam Silver afirmó que la NBA daría «un paso al costado» para dejar que las fuerzas hicieran su diligencia debida. El 17 de enero de 2024 el departamento anunció que Giddey no enfrentaría ningún cargo criminal debido a la falta de pruebas que lo corroboraran, dando por cerrado el caso. Cuatro meses después, el 23 de mayo, la NBA dio por cerrada también su investigación al llegar a una conclusión similar.